# Víctor Rodríguez (hiszpański piłkarz)
Víctor Rodríguez Romero (ur. 23 lipca 1989 w Barcelonie) – hiszpański piłkarz występujący na pozycji pomocnika w Sporting Gijón.